# Поліцейська місія Європейського Союзу (Боснія і Герцеговина)
Поліцейська місія Європейського Союзу (босн. Policijska misija Evropske unije, англ. European Union Police Mission, EUPM) — місія Європейського Союзу, покликана шляхом координації, відстеження та контролю роботи правоохоронних служб створити стійкі, професіональні та багатонаціональні сили поліції у Боснії і Герцеговині, які б діяли відповідно до європейських і міжнародних стандартів Правонаступниця Міжнародної поліцейської місії Організації Об'єднаних Націй у Боснії і Герцеговині, мандат якої завершився наприкінці 2002 року.
Була першою такою місією, здійсненою Євросоюзом у рамках спільної зовнішньої та безпекової політики.
Діє у співпраці зі Спеціальним представником Європейського Союзу, який обіймає посаду Високого представника ООН у Боснії і Герцеговині. У рамках своєї стратегії та поставлених цілей допомагає правоохоронним органам цієї держави у боротьбі з організованою злочинністю, кримінальному переслідуванні воєнних злочинів та реформі поліції в Боснії і Герцеговині.